# Demokratische Soldaten
Die Demokratischen Soldaten (Thai: ทหารประชาธิปไตย RTGS: thahan prachathippatai) waren in den 1970er- und 1980er-Jahren eine einflussreiche Gruppe von Offizieren der mittleren Ränge der thailändischen Armee. Sie vertraten die Ansicht, dass der damalige Aufstand der Kommunistischen Partei Thailands (KPT) gegen den Staat nicht nur mit militärischen, sondern auch mit politischen Mitteln bekämpft werden müsste. Mit ihren Ideen, dass es zu den Aufgaben der Streitkräfte gehöre, Demokratie zu verbreiten und politische Programme zu entwickeln, legten sie eine Basis für den politischen Anspruch des Militärs im Lande.
Die Mitglieder waren stärker intellektuell ausgerichtet als die so genannten „Jungtürken“, eine zur gleichen Zeit aktive, rivalisierende Gruppe im Militär, die ebenfalls politische Bestrebungen verfolgte. Die meisten Demokratischen Soldaten waren Stabsoffiziere. Viele gehörten dem Kommando für Operationen der inneren Sicherheit (ISOC) an und hatten in dieser Position die Schwierigkeiten der militärischen Aufstandsbekämpfung erlebt. Höchstrangiges Mitglied der Gruppe war Generalmajor Ravi Wanpen. Die Schlüsselfigur war allerdings Oberst Chavat Pisuthipan, der die längste Zeit seiner Karriere an der Chulachomklao-Militärakademie Politik unterrichtete und eher Akademiker als Artillerist war. Seine politischen Analysen wurden nach dem demokratischen Volksaufstand im Oktober 1973 von vielen seiner Schüler aufgenommen. Ebenfalls mit der Gruppe assoziiert war der spätere Heereschef und Ministerpräsident Chavalit Yongchaiyudh. 
Die Demokratischen Soldaten behaupteten, dass die Ursache für alle Probleme des Landes, einschließlich der kommunistischen Bedrohung, ein Mangel an Demokratie sei. Sie sahen es als eine Aufgabe der Streitkräfte an, zusammen mit dem Volk Demokratie im Land zu entwickeln und zu verbreiten. Wie die „Demokratie“ nach ihrer Vorstellung praktisch aussehen sollte, ließen sie aber offen. Sie entwickelten den Ansatz, die Rebellion der Kommunisten in den ländlichen Gebieten Thailands mit zivilen Mitteln zu bekämpfen. Sie wurden von Prasert Sapsunthorn beraten, einem ehemaligen Ideologen der KPT, der die Seiten gewechselt hatte und zum Kommunismus-Analysten des ISOC geworden war. Unter seinem Einfluss entwickelten die Demokratischen Soldaten ein schlichtes, staatssozialistisches Konzept zur Bekämpfung der Armut auf dem Lande. Sie griffen die wirtschaftliche Abhängigkeit Thailands vom Ausland an, die angeblich von den schwachen zivilen Politikern und chinesischstämmigen Unternehmerkreisen verursacht worden sei.
Die Grundidee der Demokratischen Soldaten, dem Kampf der Kommunisten gegen die Regierung durch politische Maßnahmen der Armutsbekämpfung, ländlichen Entwicklung und Eindämmung der Korruption die Basis zu entziehen, setzte der Ministerpräsident Prem Tinsulanonda ab 1980 mit seiner Anweisung Nr. 66/2523 um. Da die Kommunisten inzwischen keine Bedrohung mehr darstellten, verloren auch die Demokratischen Soldaten ihre Daseinsberechtigung. 1981 löste sich die Gruppe offiziell auf. Einige der Demokratischen Soldaten schlossen sich ab 1982 der Partei des Thailändischen Volkes (พรรคปวงชนชาวไทย, Phak Puang Chon Chao Thai) von General Arthit Kamlang-ek an. Diese war von Oktober 1990 bis Februar 1991 kurzzeitig an der Regierung beteiligt. General Arthit trat dann der Samakkhi Tham, einer anderen, dem Militär zugeneigten Gruppe, bei. 